# Realismo sucio
El realismo sucio (en inglés: dirty realism) es un movimiento literario originado en Estados Unidos, desarrollado sobre todo en la primera mitad del siglo XX; el cual pretende reducir la narración —especialmente el relato corto (es decir, el cuento)— a sus elementos fundamentales.
Se trata de una derivación del minimalismo; conteniendo características propias. Al igual que aquel, el realismo sucio se caracteriza por su tendencia a la sobriedad, la precisión y una parquedad extrema en el uso de las palabras en todo lo que se refiera a descripción. Los objetos, los personajes, las situaciones: deben hallarse caracterizadas de la manera más concisa y superficial posible. El uso del adverbio y la adjetivación quedan reducidos al mínimo, dado que estos autores prefieren que sea el contexto el que sugiera el sentido profundo de la obra. En cuanto a los personajes típicos, se tiende a retratar seres vulgares y corrientes que llevan vidas convencionales o cotidianas. 

## Representantes
Son representantes del realismo sucio, entre otros, los narradores estadounidenses: John Fante (1909-1983); Charles Bukowski (1920-1994); Raymond Carver (1938-1988); Richard Ford (1944); Tobias Wolff (1945).
Suele adscribirse asimismo a este movimiento una variante en los países de habla hispana, representada por
• El argentino Raúl Nuñez (1946-1996)
- Los cubanos: Pedro Juan Gutiérrez (1950); Fernando Velázquez Medina (1951);[4][5] y Zoé Valdés (1959).
- El chileno Marcelo Lillo (1957).
- El ecuatoriano Pablo Palacio (1906-1947).
- El venezolano Argenis Rodríguez (1935-2002).
- El mexicano Adolfo Vergara Trujillo (1975).
- Los españoles Karmelo C. Iribarren (1959); Roger Wolfe (1962); Ape Rotoma (1967); Héctor Álvarez (1978); y Juan M. Velázquez (1964).[6]
- El boliviano Víctor Hugo Viscarra (1958-2006); llamado: «El Bukowski boliviano».
- El peruano Richard Parra (1976).